# بيرسيفال هيل
بيرسيفال هيل (4 يوليو 1868 في أستراليا - 24 يوليو 1950 بأديلايد في أستراليا) (بالإنجليزية: Percival Hill)‏ هو لاعب كريكت أسترالي. لعب مع فريق جنوب أستراليا للكريكت ‏.

## وصلات خارجية
- بيرسيفال هيل على موقع إي آس بي آن كريك إنفو (الإنجليزية)